# O Grande Gatsby (1974)
The Great Gatsby (bra/prt: O Grande Gatsby) é um filme norte-americano de 1974, do gênero drama romântico, dirigido por Jack Clayton, com roteiro de Francis Ford Coppola baseado no romance The Great Gatsby, de F. Scott Fitzgerald.

## Elenco
- Robert Redford ..... Jay Gatsby
- Mia Farrow ..... Daisy Buchanan
- Bruce Dern ..... Tom Buchanan
- Karen Black ..... Myrtle Wilson
- Scott Wilson ..... George Wilson
- Sam Waterston ..... Nick Carraway
- Patsy Kensit ..... Pamela Buchanan

## Prêmios e indicações
| Prêmio             | Categoria                | Recipiente         | Resultado |
| ------------------ | ------------------------ | ------------------ | --------- |
| Globo de Ouro 1975 | Melhor atriz coadjuvante | Karen Black        | Venceu    |
| Globo de Ouro 1975 | Melhor ator coadjuvante  | Bruce Dern         | Indicado  |
| Globo de Ouro 1975 | Melhor ator coadjuvante  | Sam Waterston      | Indicado  |
| Globo de Ouro 1975 | Revelação masculina      | Sam Waterston      | Indicado  |
| Oscar 1975         | Melhor figurino          | Theoni V. Aldredge | Venceu    |
| Oscar 1975         | Melhor trilha sonora     | Nelson Riddle      | Venceu    |
| BAFTA 1975         | Melhor cinematografia    | Douglas Slocombe   | Venceu    |
| BAFTA 1975         | Melhor figurino          | Theoni V Aldredge  | Venceu    |
| BAFTA 1975         | Melhor direção de arte   | John Box           | Venceu    |

## Sinopse
Na década de 1920, o jovem Nick Carraway muda-se para Long Island e logo se encanta com as festas e o glamour de seu vizinho, o milionário Jay Gatsby, com quem logo faz amizade. Frequentando a casa do milionário, Nick fica sabendo da paixão secreta que Gatsby sente pela mulher de outro amigo.